# Даниел Шуефтан
Дан Шуефтан (хебрејски: דן שיפטן; такође Дан Схифтан) је израелски академик и председник Центра за националну безбедност на Универзитету у Хаифи. Такође ради као виши предавач на Школи политичких наука Универзитета у Хаифи. Предавао је на колеџу националне безбедности израелских одбрамбених снага и командно-штабном колеџу ИДФ-а.

## Каријера, ставови
Дан Шуефтан је био саветник израелског Савета за националну безбедност, и бивших премијера Јицака Рабина и Аријела Шарона.
Шуефтан је служио као консултант израелским доносиоцима одлука и највишем ешалону израелских спољнополитичких и одбрамбених институција, такође је информисао европске и америчке политичке лидере и високе официре. Аутор је неколико књига о савременој блискоисточној историји.
Шуефтану се приписује да је унапредио концепт „једностраног одвајања“ или „једностраног одвајања“, како је артикулисано у његовој књизи из 1999. „Раздруживање: Израел и палестински ентитет“. Књига се наводи као основа за концепт одвајања од Палестинаца.
По Шуефтановом мишљењу, једнострано повлачење Израела из Газе је први корак у ширем историјском процесу. Он је за Тхе Јерусалем Репорт у септембру 2005. рекао да: „Могу чак да закачим и датуме. У 2007. или 2008. години имаћемо још једно велико повлачење на Западној обали. И у року од једне деценије, једнострано ћемо поделити Јерусалим по линијама које ћемо једнострано изабрати ... Оно што су Израелци схватили — а то је основна карактеристика раздруживања — је да морамо напустити Газу и Наблус, не зато што ће то донети мир, већ зато што ће постојати вечни терор. Морамо да напустимо Газу и Наблус јер је Израиљ са њима слабији од Израиља без њих“.

## Објављени радови

### Књиге
- "Palestinians in Israel — the Arab Minority and the Jewish  State". Tel Aviv: Zmora Bitan, 2011 (Hebrew)
- "Disengagement: Israel and the Palestinian Entity" (in Hebrew Korah Hahafrada: Yisrael Ve Harashut Hafalestinit). Tel Aviv: Zmora Bitan, 1999 (Hebrew)[13]
- "Attrition: Egypt's Post War Political Strategy 1967-1970". Tel Aviv: Ma'arakhot/Misrad Ha-Bitahon, 1989 (Hebrew)[13]
- "A Jordanian Option — Israel, Jordan and the Palestinians". Tel Aviv: Ha-Kibuts Ha-Meuhad, 1986 (Hebrew)[13]

### Чланци
- "Voice of Palestine: The New Ideology of Israeli Arabs". Azure (Winter 2003)[13]
- "High Fences Make Good Neighbors — Israel's Integration in 'The Emerging Mediterranean Culture'". The Emergence of a New Mediterranean Culture: Maghreb-Mashriq-Israel, ed. Wolfgang Freund, Frankfurt am Main: Peter Lang Pub. Inc., 2000, pp. 37–47[13]
- "The Unique Nature of the War from the Arab Perspective". The Yom Kippur War — A Reappraisal, eds. Chaim Opaz and Yaacov Bar-Siman-Tov, Jerusalem: The Leonard Davis Institute, 1999, pp. 123–139 (Hebrew)[13]
- "Jordan's 'Israeli Option'". Jordan in the Middle East 1948-1988 - The Making of a Pivotal State, eds. Joseph Nevo and Ilan Pappe, London: Frank Cass & Co, 1994, pp. 254–282[13]